# Henry Clinton (General, 1730)

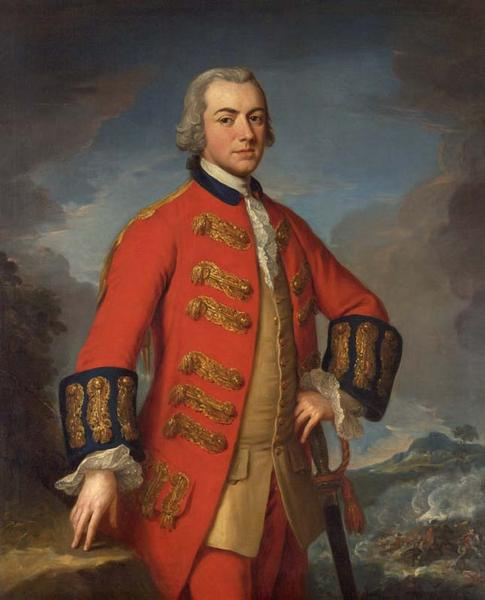
Sir Henry Clinton

Sir Henry Clinton KB (* 16. April 1730; † 23. Dezember 1795 in London) war britischer General während des Amerikanischen Unabhängigkeitskrieges.

## Leben

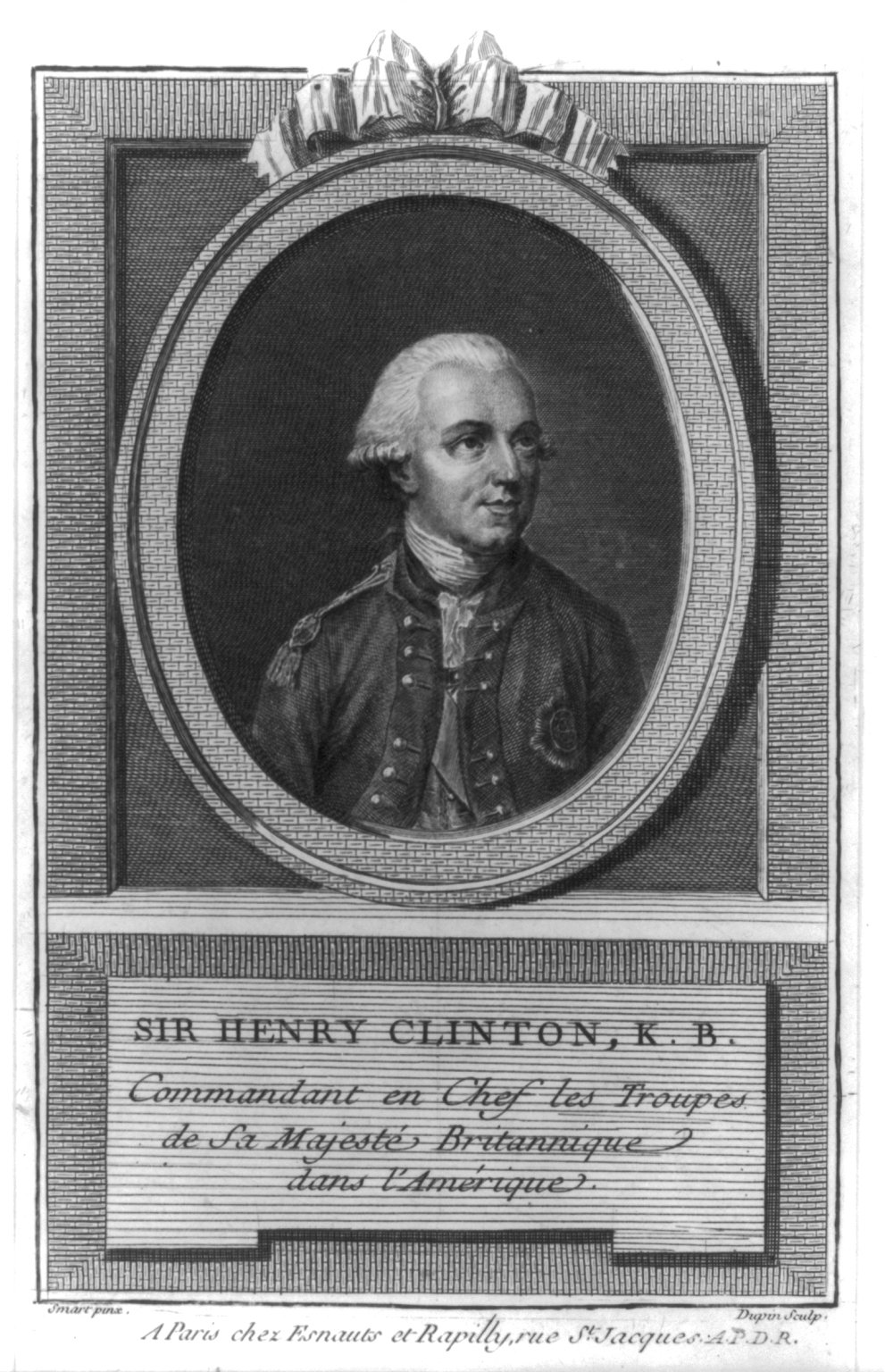
General Sir Henry Clinton K. B. Oberbefehlshaber der britischen Truppen in Amerika. Veröffentlicht zwischen 1775 und 1780.

Clinton war das zweite Kind und der einzige überlebende Sohn des Admirals George Clinton aus dessen Ehe mit Harriet Carter, Tochter des Generals Thomas Carter. Sein Vater war ein Sohn des Francis Clinton, 6. Earl of Lincoln. Er wuchs in der Kolonie Neufundland und dann in New York City auf, wo sein Vater jeweils Königlicher Gouverneur war. Als er alt genug war, diente er eine Zeit lang als Captain der New Yorker Miliz. 1751 fuhr Clinton nach England und erwarb einen Offiziersposten als Captain des 2nd Regiment of Foot Guards. Im Mai 1758 wurde er Captain beim 3rd Regiment of Foot Guards und wechselte im selben Jahr als Lieutenant-Colonel zum 1st Regiment of Foot Guards. Von 1760 bis 1762 tat er sich als Adjutant von Karl Wilhelm Ferdinand von Braunschweig im Siebenjährigen Krieg hervor, so unter anderem im August 1762 in den Schlachten bei Grüningen und Johannesberg, und wurde zum Colonel befördert.
Nach dem Ende des Krieges erhielt er nach einer Zeit der Inaktivität 1766 den Posten des Colonel des 12th Regiment of Foot. Am 25. Mai 1772 wurde er zum Major-General befördert. Dank des Einflusses seines Cousins Henry Cavendish, 2. Duke of Newcastle hatte er von 1772 bis 1784 einen Sitz im britischen House of Commons inne; zuerst als Abgeordneter für Boroughbridge in Yorkshire und ab 1774 für Newark-on-Trent in Nottinghamshire.
Im Februar 1767 heiratete er in London Harriet Carter, die bereits 1772 starb und deren Tod er lange betrauerte. Nachdem er sich vom Tod seiner Frau erholt hatte, segelte Clinton 1775 mit Major-General William Howe und Brigadier-General John Burgoyne nach Amerika. Er war Feldkommandeur in der Schlacht von Bunker Hill und diente bei General Howes Feldzügen zur Einnahme New Yorks einschließlich der Schlacht von Long Island. Für seine Verdienste in der Schlacht wurde er am 26. März 1776 mit Wirkung nur für Amerika zum Lieutenant-General befördert. Am 11. April 1777 schlug ihn König Georg III. zum Knight Companion des Order of the Bath. Am 6. September 1777 wurde er zum regulären Lieutenant-General der British Army befördert. Das Jahr 1777 sah ihn jedoch eher in einer Nebenrolle. Während Howe die britische Hauptarmee nach Süden verlegte, dort Philadelphia einnahm und gegen die Armee Washingtons operierte, stieß Burgoyne von Kanada her den Hudson entlang vor, um die Neuengland-Staaten vom Rest der Kolonien abzuschneiden. Clinton befehligte lediglich die Garnison von New York und sollte bei Gelegenheit entweder Howe unterstützen oder Burgoyne entgegenstoßen. Für beide Aufgaben sah sich Clinton zu schwach. Sein zöglericher Vorstoß nach Norden führte deshalb lediglich zur Schlacht um Fort Clinton und Fort Montgomery.
Nachdem Burgoyne in der Schlacht von Saratoga vernichtend beschlagen worden war, erklärte Frankreich Großbritannien offen den Krieg. Die britische Strategie für 1777 hatte in Desaster und unnützen Pyrrhussiegen geendet. Lord Howe trat als Oberbefehlshaber zurück und da Burgoyne in Gefangenschaft geraten war, übernahm Clinton als Oberbefehlshaber das Kommando über die Britischen Streitkräfte in Amerika. Die neue Strategie für 1778 sah die defensive Behauptung der britischen Position in Neuengland vor. Offensiv vorgehen sollte Clinton lediglich in den Südstaaten (Georgia, North Carolina und South Carolina), wo die Royalisten in der lokalen Bevölkerung stärker waren als im Norden. Daneben sollten 5.000 Mann für Operationen gegen die französischen Besitzung in Westindien bereitstellen.
Für Clinton stellte sich das Problem, dass die Royal Navy für alle diese Transporte nicht genügend Schiffsraum bereitstellen konnte, weil sie ihre Kräfte nun in Europa gegen Frankreich konzentrieren musste. Eine Teilung seiner Streitkräfte im Angesicht der gegnerischen Armee hielt er jedoch nicht für ratsam. Clinton beschloss daher, seine Armee auf dem Landweg von Philadelphia nach New York zu führen. Als die Amerikaner unter General George Washington versuchten die Nachhut der britischen Armee anzugreifen, entwickelte sich daraus am 28. Juni 1778 die Schlacht von Monmouth. Die Schlacht endete weitgehend unentschieden und Clinton konnte seinen Marsch fortsetzen. Später im Jahr konnte ein Angriff der Franzosen und Amerikaner auf Rhode Island abgewiesen werden.
Erst danach konnte die verabredete Strategie endlich umgesetzt werden. Clinton entsandte Truppen, die Mitte Dezember 1778 erfolgreich St. Lucia erobern konnten. Bereits im Dezember 1778 hatte Clinton zudem eine Truppenabteilung entsandt, die erfolgreich Savannah und Augusta in Georgia einnahm. Ein Versuch der Franzosen die Briten wieder zurückzuwerfen (→ Belagerung von Savannah) scheiterte unter erheblichen Verlusten im September/Oktober 1779. Dies überzeugte Clinton, dass man den Erfolg im Süden ausbauen könnte. Er stellte dazu unter Aufgabe der Garnisonen in Rhode Island eine neue Expedition zusammen und konnte mit der Einnahme von Charleston, der größten Stadt des Südens, einen weiteren Erfolg verbuchen. Mit mehr als 5.000 Gefangenen und dem totalen Zusammenbruch der amerikanischen Position im Süden (letzte Reste der Continental Army waren im Gefecht von Waxhaw am 29. Mai aufgerieben worden) war dies der größte britische Erfolg während des Krieges.
Während der Operation hatte es sich jedoch gezeigt, dass sich Clinton weder mit dem Befehlshaber der Seestreitkräfte Admiral Mariot Arbuthnot verstand, noch mit seinem eigenen Stellvertreter General Lord Cornwallis. Am 5. Juni 1780 übergab er das Kommando in den Südstaaten an Cornwallis und kehrte selbst nach New York zurück. In der Folge blieb Clinton zwar mit dem Kriegsschauplatz im Süden in Kontakt, aber Cornwallis agierte zunehmend selbständig. Er korrespondierte an Clinton als nominellen Oberbefehlshaber vorbei mit dem Kriegsminister Lord St. Germain in England. Nach anfänglichen Erfolgen führte dies zur Vernichtung der britischen Streitkräfte im Süden. Nach der Schlacht von Yorktown und der Kapitulation von Cornwallis 1781, wurde Clinton am 23. Februar 1782 als Oberbefehlshaber durch Guy Carleton ersetzt und kehrte nach England zurück.
Clinton wurde für den Verlust der Kolonien verantwortlich gemacht. Historiker haben seither jedoch den größten Teil der Schande auf General Lord Cornwallis übertragen. Clinton veröffentlichte 1783 sein Werk Narrative of the Campaign of 1781 in North America mit der Absicht, seine Reputation wiederherzustellen. 1790 wurde er als Abgeordneter für Launceston in Cornwall wieder ins Parlament gewählt und 1793 zum General befördert. Am 19. Juli 1794 wurde er zum Gouverneur von Gibraltar ernannt, wofür er im Januar 1795 sein Parlamentsmandat aufgab, jedoch noch im selben Jahr in Portland Place, Marylebone, London, starb, noch bevor er dieses Amt antreten konnte.

## Nachkommen
Mit seiner Gattin Harriet Carter († 1772) hatte er zwei Töchter sowie drei Söhne, von denen zwei die militärische Familientradition fortsetzten:
- Frederick Clinton (1767–1774)
- Harriet Clinton ⚭ 1799 Major-General Harry Chester;
- Augusta Clinton (1768–1849) ⚭ 1788 Henry Dawkins, MP;
- Sir William Henry Clinton, GCB (1769–1846), General der britischen Armee, ⚭ 1797 Hon. Louisa Dorothea Holroyd, Tochter des John Baker-Holroyd, 1. Earl of Sheffield;
- Sir Henry Clinton, GCB (1771–1829), Lieutenant-General der britischen Armee, ⚭ 1799 Lady Susan Charteris.

Mit seiner unehelichen Lebenspartnerin Mary Baddeley (geb. O’Callaghan; 1756–1820), Witwe des Captain Thomas Baddeley († 1782), hatte er zwei weitere Töchter und drei Söhne:
- Henry Clinton-Baddeley (um 1782–1797), Fähnrich zur See
- Wiliam Clinton-Baddeley, CB (1783–1842), Major-General der Bengal Army
- Harriet Clinton-Baddeley (1787–1872)
- Elizabeth Clinton-Baddeley (* 1789)
- Frederick Henry Clinton-Baddeley (1794–1879), Major-General der britischen Armee und Geologe

Nachfahren Clintons in direkter Linie über seinen Sohn William Clinton-Baddeley waren die Schauspielerinnen Angela Baddeley (1904–1976) und Hermione Baddeley (1906–1986), beide hießen mit eigentlichem Nachnamen „Clinton-Baddeley“.
Vor seiner Ehe mit Harriet Carter war Clinton kurzzeitig während eines mehrwöchigen Aufenthaltes in Warburg nach der Schlacht bei Warburg mit einer Elizabeth Maria Preussen, spätere Dixon, liiert. Aus dieser Beziehung stammte die Tochter Sophia Dixon (* 1761).